# Ängspärlemorfjäril
Ängspärlemorfjäril, Speyeria aglaja, är en fjärilsart som beskrevs av Carl von Linné, 1758.  Arten ingår  i släktet Speyeria och familjen praktfjärilar, Nymphalidae. Ängspärlemorfjäril är reproducerande i både Sverige och Finland och enligt respektive rödlista är arten livskraftig, LC i båda länderna.

## Utseende
Vingspannet varierar mellan 45 och 58 millimeter. Hanen och honan är ganska lika varandra. Ovansidan är orange med brunsvarta fläckar som är mer eller mindre ordnade i band. Ytterkanten är också brunsvart och innanför denna är fläckarna halvmånformade. På undersidan är framvingen något ljusare orange med strödda brunsvarta fläckar. Bakvingens undersida är grön, närmare ytterkanten gul. Över hela bakvingen finns vita fläckar, samt ett band av vita fläckar längs ytterkanten.
Larven är svart och taggig och runt andningshålen på sidorna är den röd. Den blir upp till 40 millimeter lång.

## Bildgalleri

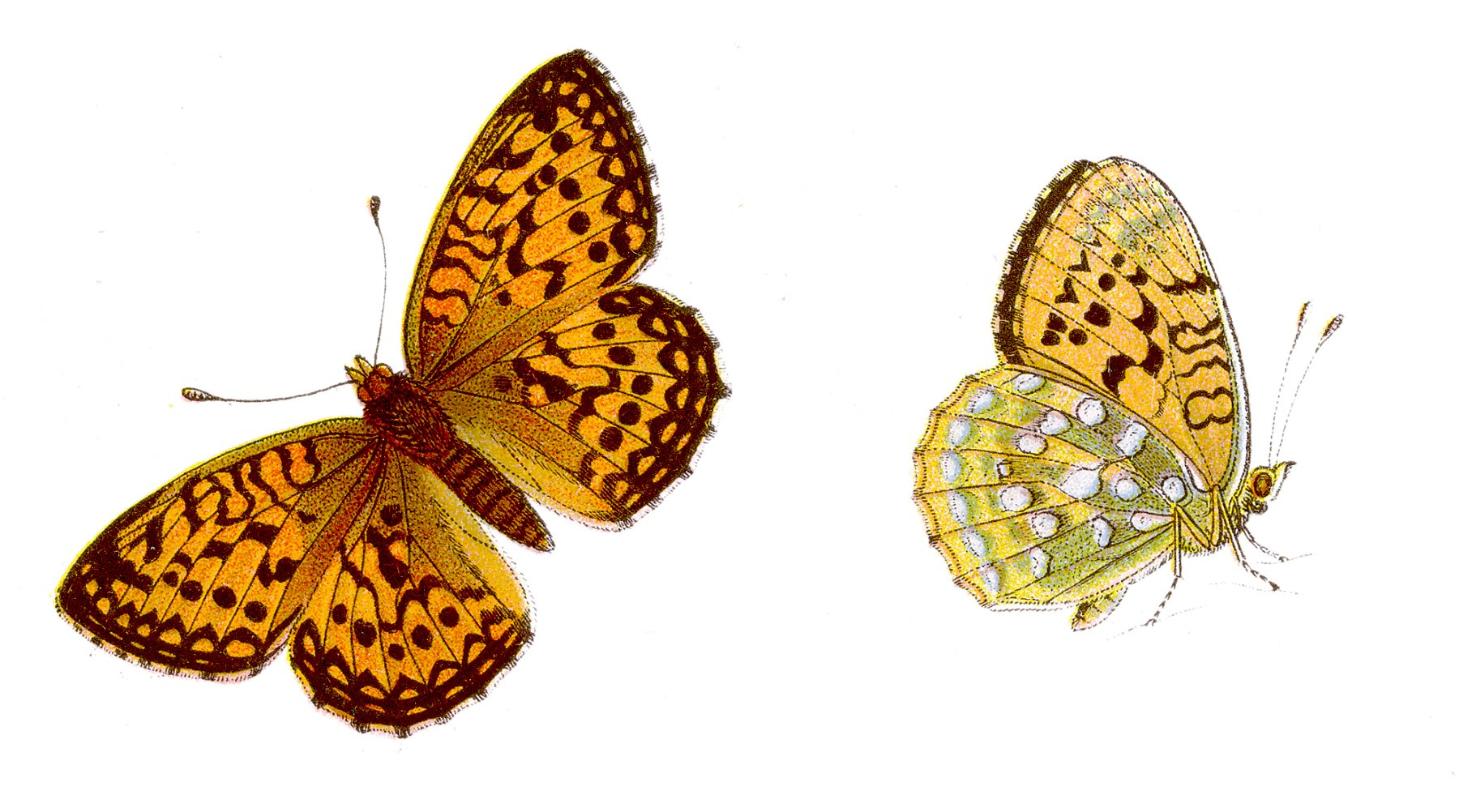
Denna illustration visar till vänster ovansidan och till höger undersidan på ängspärlemorfjäril
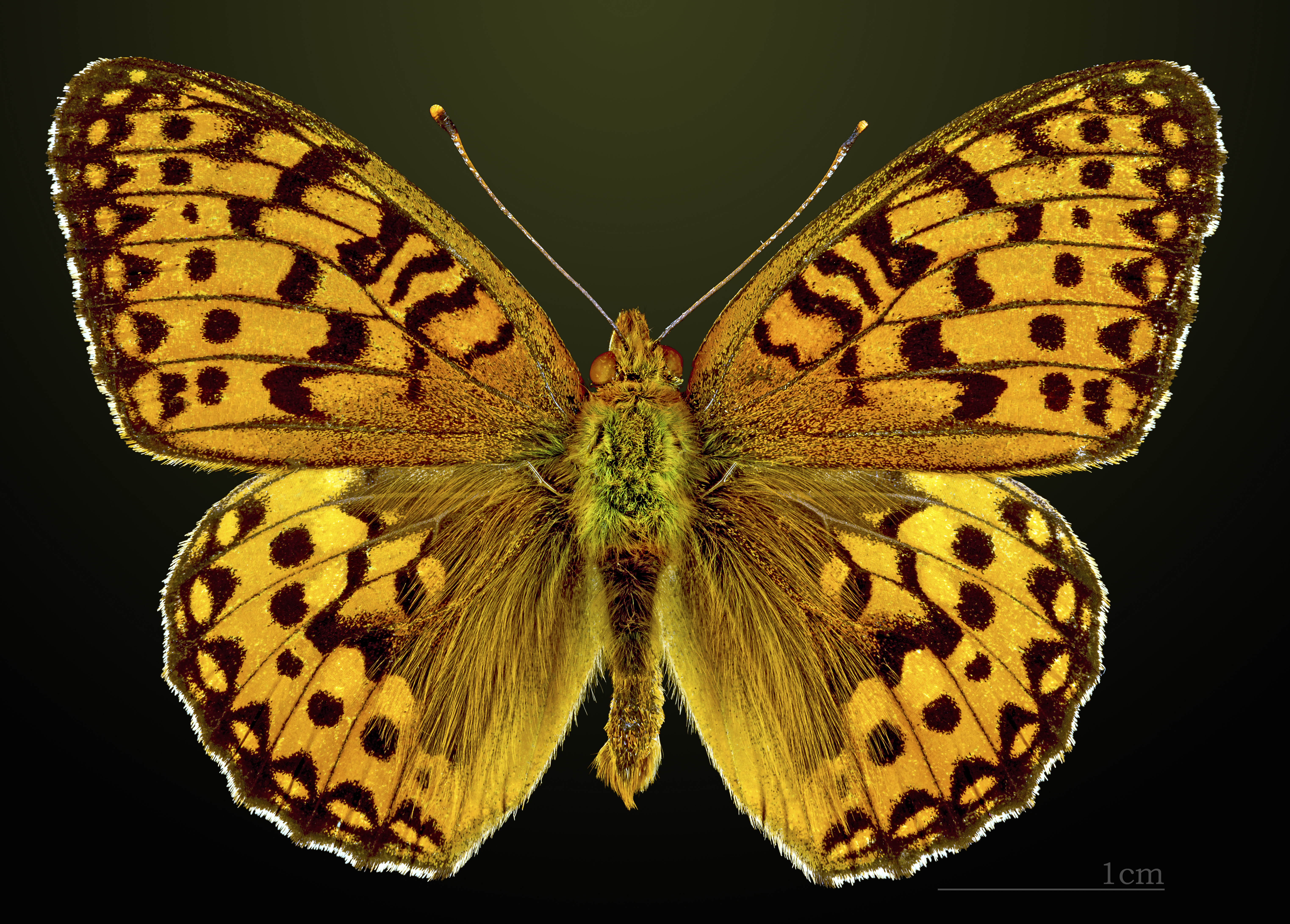
Ovansida.
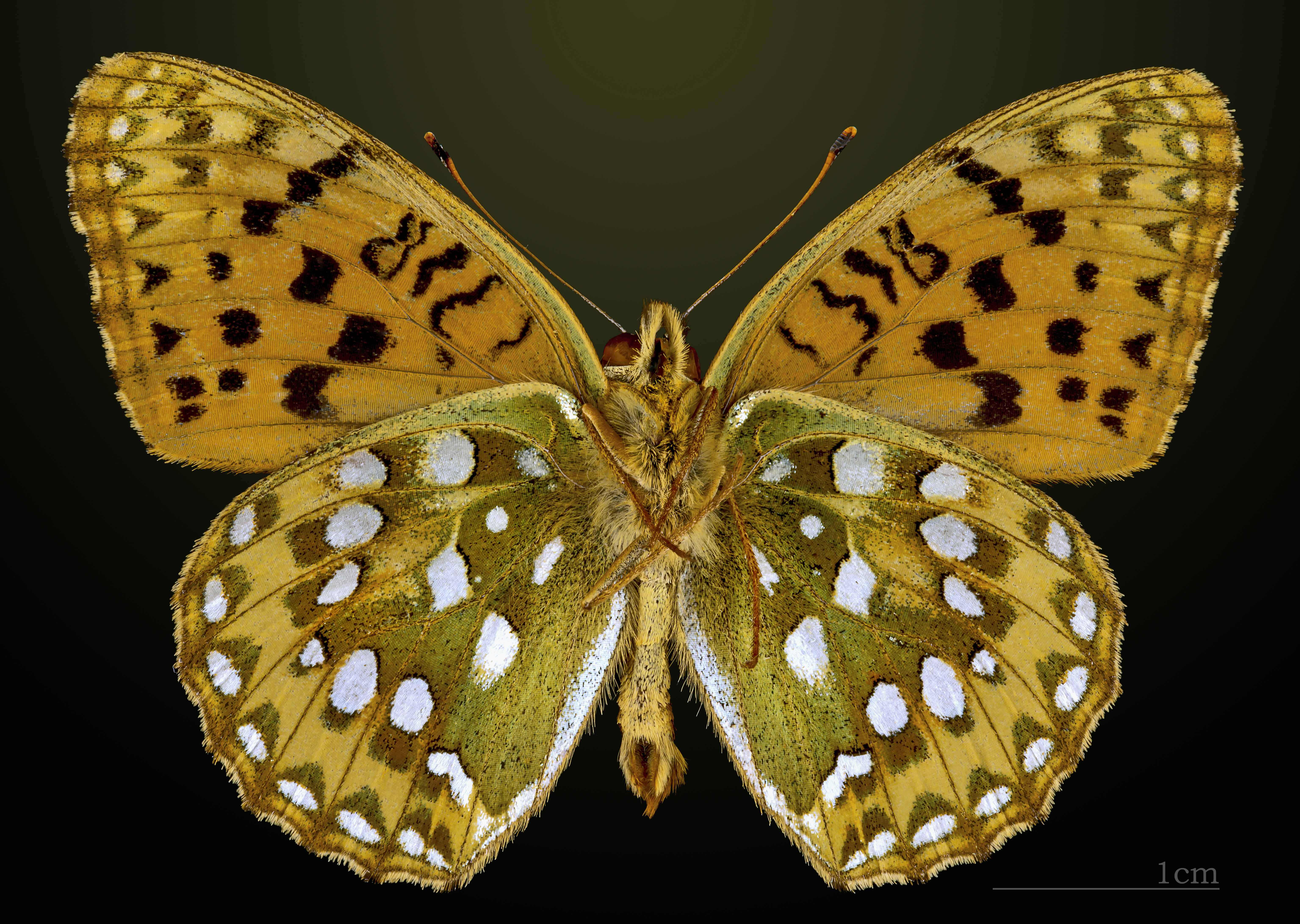
Undersida.

## Levnadssätt
Flygtiden, den period när fjärilen är fullvuxen, infaller för ängspärlemorfjärilen under juni till augusti. Under flygtiden parar sig fjärilarna och honan lägger äggen ett och ett eller några tillsammans på värdväxterna, de växter larven lever på och äter av. Dessa är för ängspärlemorfjärilen bland annat olika arter i violsläktet.
När larven kläcks ur ägget äter den emellertid inte, utan övervintrar och börjar äta på våren. Den förpuppas i början av sommaren. Efter 2-3 veckor kläcks den fullbildade fjärilen ur puppan och en ny flygtid börjar.

### Habitat
Fjärilens habitat, den miljö den lever i, är framför allt blommande ängar och hedmarker. De vuxna fjärilarna verkar föredra nektar från bland annat olika arter i klintsläktet och tistelsläktet.

## Utbredning
Ängspärlemorfjärilens utbredningsområde omfattar stora delar av den palearktiska regionen. Den förekommer från nordligaste Afrika och Europa genom Sibirien och Iran till Kina, Korea och Japan. Den finns i hela Norden utom Island. Den förekommer inte i de nordligaste landskapen i Norge, Sverige och Finland även om den tillfälligtvis har påträffats även där.

## Underarter
Fyrtio underarter finns listade i Catalogue of Life.

### Underarter enligt Catalouge of life[3]
- Speyeria aglaja alaicola (Verity, 1935)
- Speyeria aglaja alexandra (Ménétriés, 1832)
- Speyeria aglaja appennicola (Verity, 1919)
- Speyeria aglaja auxo (Jachontov, 1909)
- Speyeria aglaja basalis (Matsumura, 1908)
- Speyeria aglaja bessa (Fruhstorfer, 1907)
- Speyeria aglaja boreas (Hemming, 1942)
- Speyeria aglaja cadmeis (Lempke, 1956)
- Speyeria aglaja chishimensis (Matsumura, 1928)
- Speyeria aglaja clavimacula (Matsumura, 1929)
- Speyeria aglaja clorinda (de Sagarra, 1930)
- Speyeria aglaja duplicata (Eisner, 1942)
- Speyeria aglaja excelsior (Rothschild, 1933)
- Speyeria aglaja fortuna (Janson, 1877)
- Speyeria aglaja fuscans (Verity, 1935)
- Speyeria aglaja gigasvitatha (Verity, 1935)
- Speyeria aglaja graeseri (Kardakoff, 1928)
- Speyeria aglaja hortensia Riel, 1911
- Speyeria aglaja infraochracea (Lempke, 1956)
- Speyeria aglaja jurassina Ragonot, 1871
- Speyeria aglaja kansuensis (Eisner, 1942)
- Speyeria aglaja linnaei (Hemming, 1942)
- Speyeria aglaja locupletata (Verity, 1922)
- Speyeria aglaja lyauteyi (Oberthür, 1920)
- Speyeria aglaja matsumurai (Nakahara, 1926)
- Speyeria aglaja methana (Fruhstorfer, 1908)
- Speyeria aglaja mirabilis (de Sagarra, 1923)
- Speyeria aglaja montesignum (de Sagarra, 1926)
- Speyeria aglaja ocellata (Eisner, 1942)
- Speyeria aglaja otaniana (Matsumura, 1928)
- Speyeria aglaja ottomana (Röber, 1896)
- Speyeria aglaja pluriradiata (Verity, 1950)
- Speyeria aglaja purpura (Evans, 1924)
- Speyeria aglaja rubidior (Verity, 1935)
- Speyeria aglaja scotica (Watkins, 1923)
- Speyeria aglaja semilocuples Verity
- Speyeria aglaja subvitatha (Verity, 1935)
- Speyeria aglaja taldena (Fruhstorfer, 1912)
- Speyeria aglaja transversa (Lempke, 1956)
- Speyeria aglaja yopala (Fruhstorfer, 1912)